# Erindringens Landskaber
Erindringens Landskaber er en dansk dokumentarfilm med ukendt instruktør.

## Handling
Filmen er en antologi, der handler om konflikt og forsoning. Fire film - Sjæl uden fred, Øjnene der så, Fra asken, Himlen folder sig ud - fra Sydafrika, Namibia, Mozambique og Zimbabwe - om sår, der ikke er helet og om forsøg på at komme overens med fortidens misgerninger. Det sydafrikanske apartheidsystem trækker sit spor gennem alle fire film, men også andre begik overgreb. I Namibia torturerede og dræbte befrielsesbevægelsen folk, den mistænkte for at være spioner, og i Zimbabwe udløste splittelsen i befrielsesbevægelsen massakrer på civile. Begge steder er det ikke lykkedes at forsone sig med fortiden. I Mozambique derimod ser det ud til, at traditionelle forsoningsritualer bærer frugt - på trods af en borgerkrig, der var værre end de fleste.